# Лоєвське геологічне оголення
Лоєвське геологічне оголення (біл. Лоеўскае геалагічнае агаленне) — геологічна пам'ятнка природи республіканського значення в Білорусі з 1963 року. Розташована у парку смт Лоєва Гомельської області, на правому березі р. Дніпро, 300 м нижче від гирла р. Сож. Вивчається білоруськими вченими з 1930 року. Включає відкладення муравинського міжльодовиков'я і попереднього пізньольодовиків'я — лоєвського, який міжстадыяла. Потужність озерно-старичних відкладень (торф, суглинки, супіски) до 5,3 м, залягають вони в зниженні поверхні дніпровської морени і перекриваються супескамі і суглинками поозерського часу.
Визначено 111 видів дерев, чагарників, трав'янистих рослин — береза, ялина сибірська, ліщина, бразенія, кальдезія, очерет та ін, 6 видів жуків, які дали можливість з'ясувати послідовність змін клімату і рослинності міжльодовиков'я. Лоєвське геологічне оголення є опорним розрізом антропогенних відкладів у Білорусі, на яких вивчені лоєвський міжстадіял в пізньольодавикових відкладах дніпровського зледеніння, і еталоном в стратиграфії антропогенних відкладів.